# Индијско-пакистански рат (1971)
Индијско-пакистански рат 1971. је био велики рат између Индије и Пакистана. Рат је повезан са Пакистанским грађанским ратом, током кога је Бангладеш стекао независност. Рат се одвијао од 3. децембра 1971. до 16. децембра 1971. године. Завршио се пакистанским поразом. Индијске снаге су задобиле око 5.795 sq mi (15.010 km2) земље на западу, али је то враћено 1972. године према Симланског споразума као гест добре воље.

## Позадина
Након избора у Пакистану 1970, Авами Лига је добила 167 од 169 места која је могла освојити у Источном Пакистану (данашњем Бангладешу ). Укупно је парламент целог Пакистана имао 313 места. Ти избори су поделили земљу. Авами Лига је осигурала већину, па је вођа Авами Лиге Муџибур Рахман захтевао да он формира владу. Председник Пакистанске народне странке Зулфикар Али Буто је одбио да преда власт Муџибур Рахману, па је председник Пакистана Јаја Кан позвао војску, у којој су већину представљали војници из Западног Пакистана.
Започела су масовна хапшења и војска је покушала да разоружа војнике Источног Пакистана и полицију. Пакистанска војска је заузела Даку 25. марта 1971. године. Забранили су Авами лигу и ухапсили су Муџибур Рахмана. Мајор Зиаур Рахман је прогласио независност Бангладеша 27. марта 1971, а протерани посланици Авами Лиге формирали су владу у избеглиштву. Елитне паравојне јединице пребегле су бангладешким побуњеницима. Створена је и Мухти Бахини герила.

## Индијско мешање у рат у Бангладешу
Председник владе Индије Индира Ганди изразила је пуну солидарност и подршку владе Индије бангладешкој борби за ослобођење од Пакистана. Граница са Бангладешом је отворена да би се омогућио прилив избеглица. Избегли бангладешки официри и добровољци одмах су користили избегличке центре као базе за регрутовање и тренинг Мухти Бахини гериле. Како су започели масакри у Бангладешу, тако је у Индију дошло око 10 милиона избеглица изазвавши нестабилност и финансијске потешкоће. У исто време САД помажу и шаљу оружје и опрему Пакистану. Индира Ганди је лансирала дипломатску офанзиву у Европи и успела је спречити да Француска и Велика Британија подрже покушаје пропакистанских резолуција у Савету безбедности ОУН-а. Индира Ганди је 9. августа 1971. склопила 20-годишњи уговор о пријатељству и сарадњи са Совјетским Савезом, што је шокирало САД. Тај уговор са Совјетским Савезом је спречавао и савезника Пакистана Кину да се укључи у конфликт. Мухти Бахини герила је била успешна и изазивала је велике жртве пакистанској армији. Економски трошкови рата су постали јако велики за сиромашну Индију.

## Индијски улазак у сукоб са Пакистаном
Индијци су се припремали за сукоб са Пакистаном и нагомилали су трупе. Чекали су зиму, да снег на Хималајима спречи кинеску интервенцију. Председник Пакистана је 23. новембра прогласио ванредно стање и рекао народу да се припреми за рат. Пакистанско ваздухопловство је прво напало осам аеродрома у Индији 3. децембра 1971. године. Индијска авијација је брзо стекла надмоћ. На источном фронту индијска војска је координираном акцијом са бангладешком герилом извела масивни координирани напад из ваздуха, мора и копна на Источни Пакистан (данашњи Бангладеш).
Пакистан је покушао да преотме територија на западном фронту, да би могао преговарати о размени за преотете територије на источном фронту. Копнене битке на Западу су биле зато задња нада да се очува јединство Пакистана. Индијска армија је у контраофанзиви на западу заузела 5.500 квадратних миља пакистанског територија. На мору је индијска морнарица показала своју супериорност успешним нападом на луку Карачи и потапањем 2 разарача и једног миноловца. Индијска авијација је исто тако показала надмоћ у односу на пакистанску. На источном фронту пакистанска авијација је била потпуно уништена. Због огромних губитака пакистанска војска је капитулирала и 16. децембра 1971. пакистанске снаге у Источном Пакистану су се предале. Индија је 17. децембра прогласила једнострано примирје, са чиме се пакистан сложио.

## Америчко и совјетско мешање
САД су подржавале Пакистан и војно и материјално. Председник САД Ричард Никсон се бојао совјетске експанзије у југоисточну Азију. Пакистан је био савезник Народне Републике Кине. У то време Никсон је започео преговоре о приближавању Кини. Никсон се бојао да би индијска инвазија западног Пакистана значила потпуну совјетску доминацију у том региону. Амерички конгрес је успоставио санкције против Пакистана пре рата, а Никсон је Пакистану слао војну помоћ преко других земаља. Када је пакистански пораз био неизбежан, Никсон је послао 11. децембра носач авиона поред Индије, што је Индија протумачила нуклеарном претњом. Совјетски Савез је послао две групе бродова са нуклеарним пројектилима у Индијски океан. Совјетски Савез је подржавао Индију и Бангладеш, јер је тиме слабио главне ривале САД и Кину. Индији је гарантовао сигурност у случају напада САД или Кине.

## Ефекти
Бангладеш је постао независтан и постао је трећа муслиманска држава по броју становника. Јаја Кан је дао оставку у Пакистану. Нови председник постаје Зулфикар Али Буто. Вођа Авами Лиге Муџибур Рахман је ослобођен из пакистанског затвора и вратио се у Даку 10. јануара 1972. Постоје различите процене о броју мртвих у сукобу од 300.000 до 3 милиона. Кад се налазила близу пораза пакистанска армија је у Бангладешу побила велики број доктора, учитеља и интелектуалаца. Трошкови рата су били изузетно велики за Пакистан, који је изгубио пола морнарице и четврт авијације. Индија је заробила 93.000 пакистанских војника. Индија је по Самла уговору ослободила ратне заробљенике и вратила Пакистану заузете територије, да би се створио „трајни мир“.